# Abasto

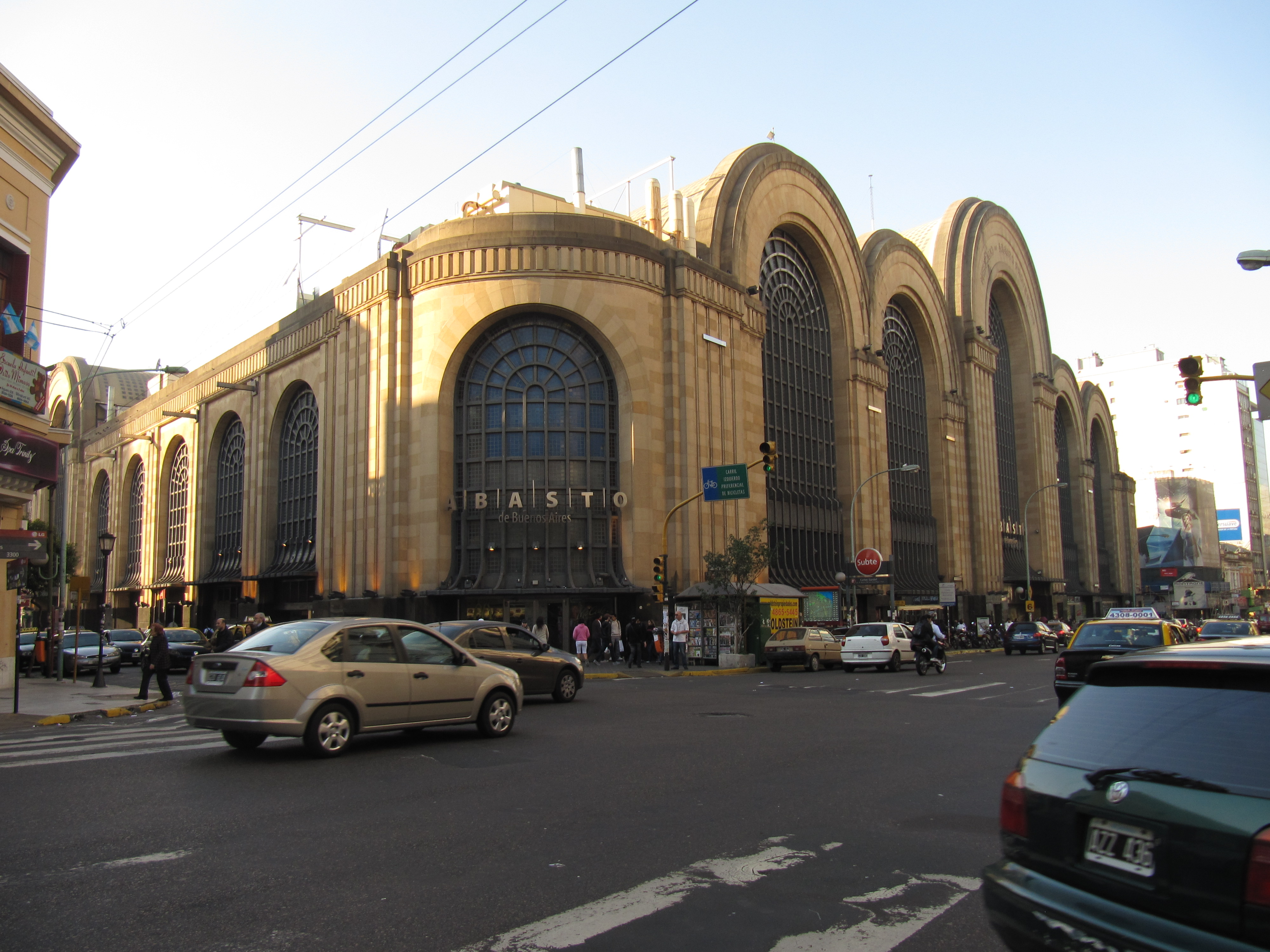
L'Abasto visto da avenida Corrientes.

L'Abasto è uno dei più grandi centri commerciali della capitale argentina Buenos Aires. È situato all'interno dello storico Mercado de Abasto proveedor, un grande mercato di frutta e verdura aperto nel 1893 e ricostruito tra il 1931 ed il 1934. Chiuso nel 1984, fu restaurato e trasformato in un moderno centro commerciale.
Situato nel barrio di Balvanera, conferisce il nome all'area circostante.

## Storia
Alla fine del XIX secolo, la città di Buenos Aires conobbe un'importante crescita demografica a causa dei flussi migratori provenienti da diversi Paesi europei. In quello stesso periodo, a causa dell'apertura dell'Avenida de Mayo, il Mercado Modelo, situato di fronte a Plaza Lorea, fu smantellato. Cogliendo l'opportunità, i fratelli Devoto, imprenditori e commercianti liguri da decenni emigrati in Argentina, il 16 agosto 1888 chiesero il permesso per la costruzione di un mercato alimentare sul loro terreno acquistato nel 1875 nel quartiere di Balvanera, all'epoca situato al margine del tessuto urbano di Buenos Aires. Il 29 novembre successivo il Municipio accettò la proposta e la sottopose all'esame del Consiglio deliberante.
Il Consiglio approvò la proposta e, l'8 gennaio 1889, emanò un'ordinanza che autorizzava la costruzione del Mercado Central de Abasto "sui terreni situati nelle vie Corrientes, General Lavalle, Anchorena e Laprida, la cui superficie è di 25.000 metri quadrati". Il Comune ha anche assegnato la funzione del mercato, consentendo la vendita all'ingrosso di frutta, verdura e altri generi alimentari, ma vietando espressamente la vendita di carne.

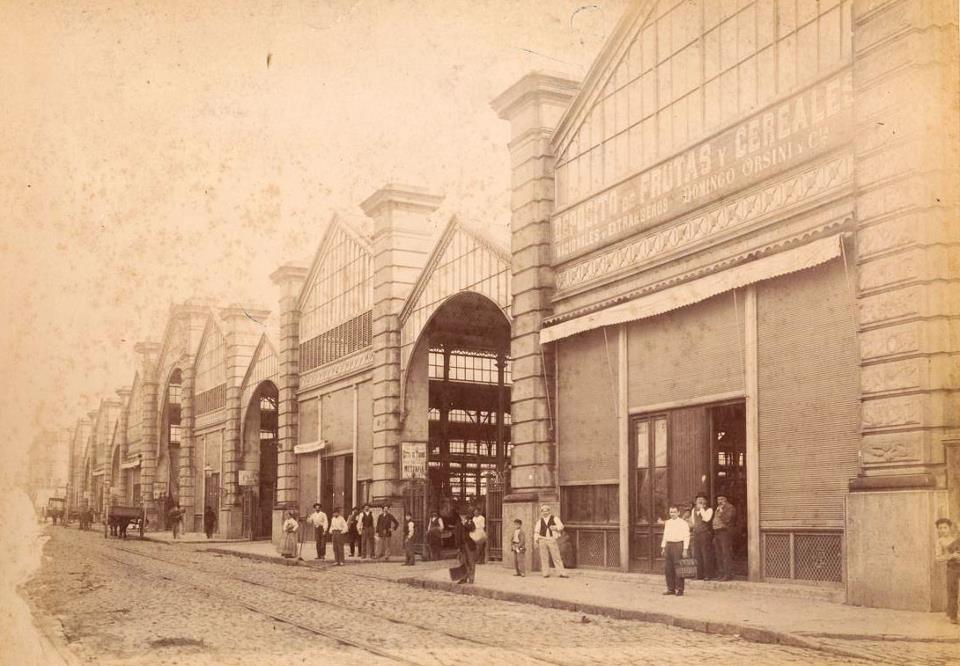
Il Primo Mercato dell'Abasto negli anni '90 del XIX secolo.

Gli ex bancarellisti del Mercado Modelo decisero quindi di associarsi e nel 1889 fondarono la Sociedad Anónima Mercado de Abasto Proveedor. Questa società acquistò il terreno e la concessione per la costruzione del Mercado de Abasto dai fratelli Devoto e, quando il trasferimento fu approvato nel 1890 dal sindaco Francisco Seeber, iniziarono i lavori di costruzione. La prima parte, inaugurata il 1º aprile 1893, aveva una superficie di 1300 m², era situata vicino alla ferrovia e a metà strada tra La Boca e Olivos, due zone di produzione di frutta e verdura. La monumentale costruzione, progettata degli architetti-ingegneri A. e D. Taglione, iniziò nel 1890 e fu inaugurata tre anni dopo.
L'impianto planimetrico si articolava lungo due strade principali, coincidenti con i punti mediani del terreno, e quattro strade secondarie che organizzavano dodici navate parallele. Le strade, coperte e pavimentate, costituivano la rete di traffico interna con accesso da Corrientes.
Rimanevano due spazi aperti, su Lavalle e Corrientes, utilizzati come parcheggi. Fu costruito interamente in ferro, con parti provenienti dalle officine Vasena, con un tetto a capanna su tre diversi livelli: il più alto per le strade principali che terminavano agli ingressi, poi i magazzini e il più basso per le strade secondarie.
Nel 1903 vennero inaugurati un frigorifero e una fabbrica di ghiaccio, richiesti dal Comune sulla base del modello igienista che emergeva in quel periodo in città. Con l'aumento della popolazione, e quindi dei consumi, fu necessario costruire un recinzione tra le calles Guardia Vieja, Lavalle, Gallo e Agüero per riporre carri e cavalli. Nel 1928 fu inaugurato un annesso adibito alla vendita al dettaglio, costruito tra le calles Guardia Vieja, Lavalle, Gallo e Sánchez de Bustamante.

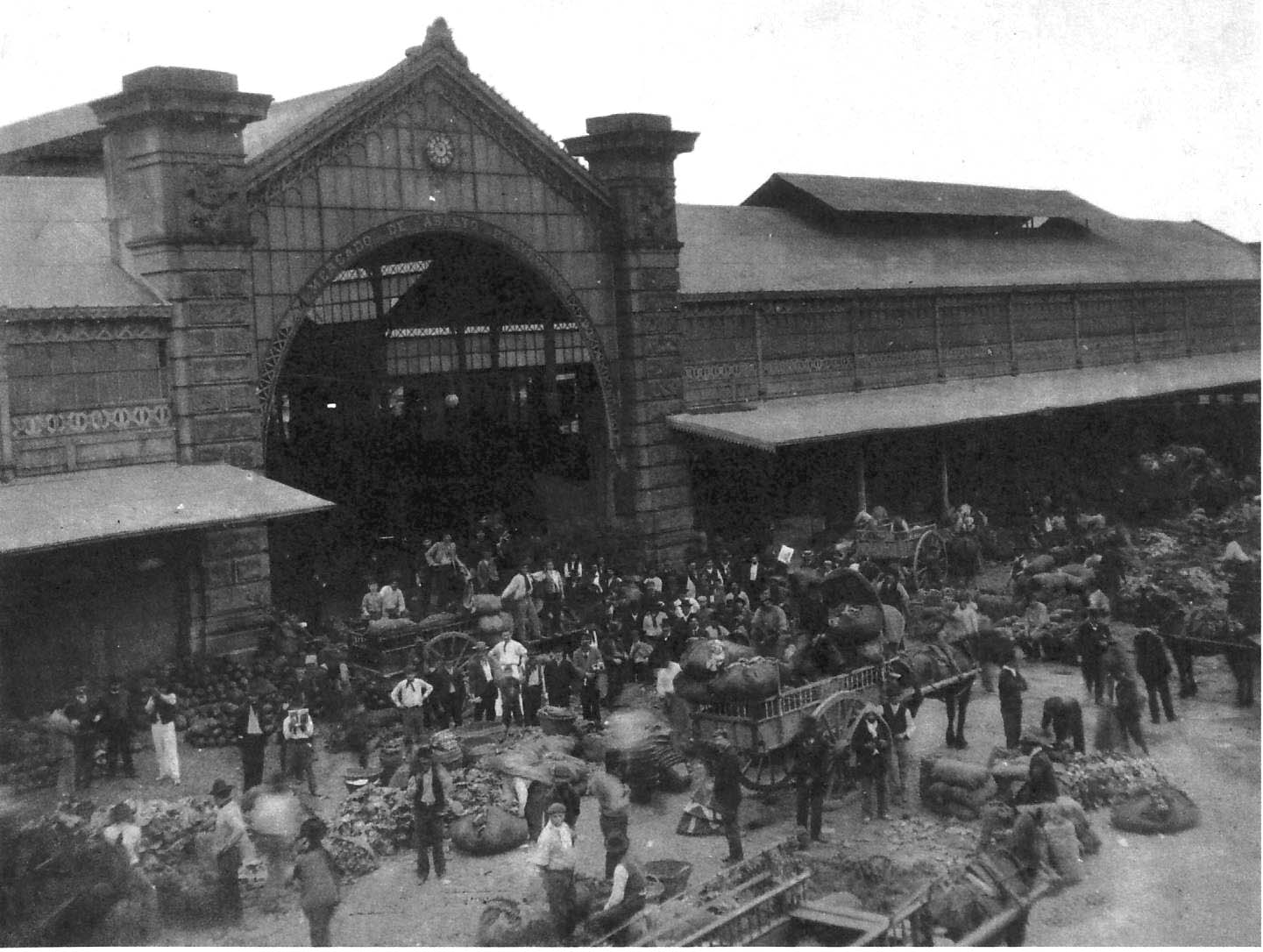
Il Mercato nel 1925.

Con il passare degli anni cresceva l'esigenza di un nuovo edificio più grande, dove la società potesse svolgere il proprio lavoro con le strutture più avanzate e maggior spazio da disposizione. Il Consiglio di amministrazione si rivolse dunque a diversi architetti, le cui proposte però non si rivelarono soddisfacenti. In seguito indisse un concorso pubblico per i progetti, destinando anche dei premi ai vincitori, ma nessuno di essi fu realizzato. Nel 1926 i direttori del Mercado de Abasto contattarono un giovane ingegnere di 29 anni, José Luis Delpini, che due anni dopo sottopose alla loro attenzione un progetto edilizio nuovo e rivoluzionario. La proposta era in linea con il grande cambiamento mondiale delle concezioni architettoniche, con il cemento armato che compariva tra i nuovi materiali da costruzione e che cominciava a essere utilizzato con maggiore frequenza, soprattutto negli edifici monumentali.
L'anno successivo i progetti furono presentati al Comune e, una volta approvati, iniziarono i lavori, che dovevano essere eseguiti senza paralizzare in alcun momento la normale attività commerciale del Mercato. La prima pietra fu posata il 10 settembre 1931 e il 24 maggio 1934 fu inaugurata ufficialmente la prima sezione su avenida Corrientes. Il 12 giugno 1933 fu inaugurato anche un collegamento sotterraneo con la linea B della metropolitana per consentire ai vagoni merci della Ferrovia Centrale di Buenos Aires di raggiungere la metropolitana.
L'edificio del Mercato Vecchio fu quindi parzialmente demolito, ma del nuovo furono costruite solo due sezioni del progetto originale, per una superficie di 12.000 metri quadrati su Corrientes. Furono costruite cinque navate coperte da volte a botte. La navata centrale coincidente con l'asse è la più grande e presenta una volta a botte continua; le altre quattro, 2 per lato, sono costolonate e verso gli angoli lastre piane di altezza minore. Tutte le strutture sono state realizzate in cemento armato gettato in opera e le coperture a volta e a nervature sono state realizzate in calcestruzzo a vista, risolvendo gli spazi tra le nervature con beton di vetro, che ha permesso un'ottima illuminazione. L'intera proposta strutturale fu eseguita con grande qualità costruttiva e progettuale, con un risultato formale molto forte e avanzato per l'epoca.

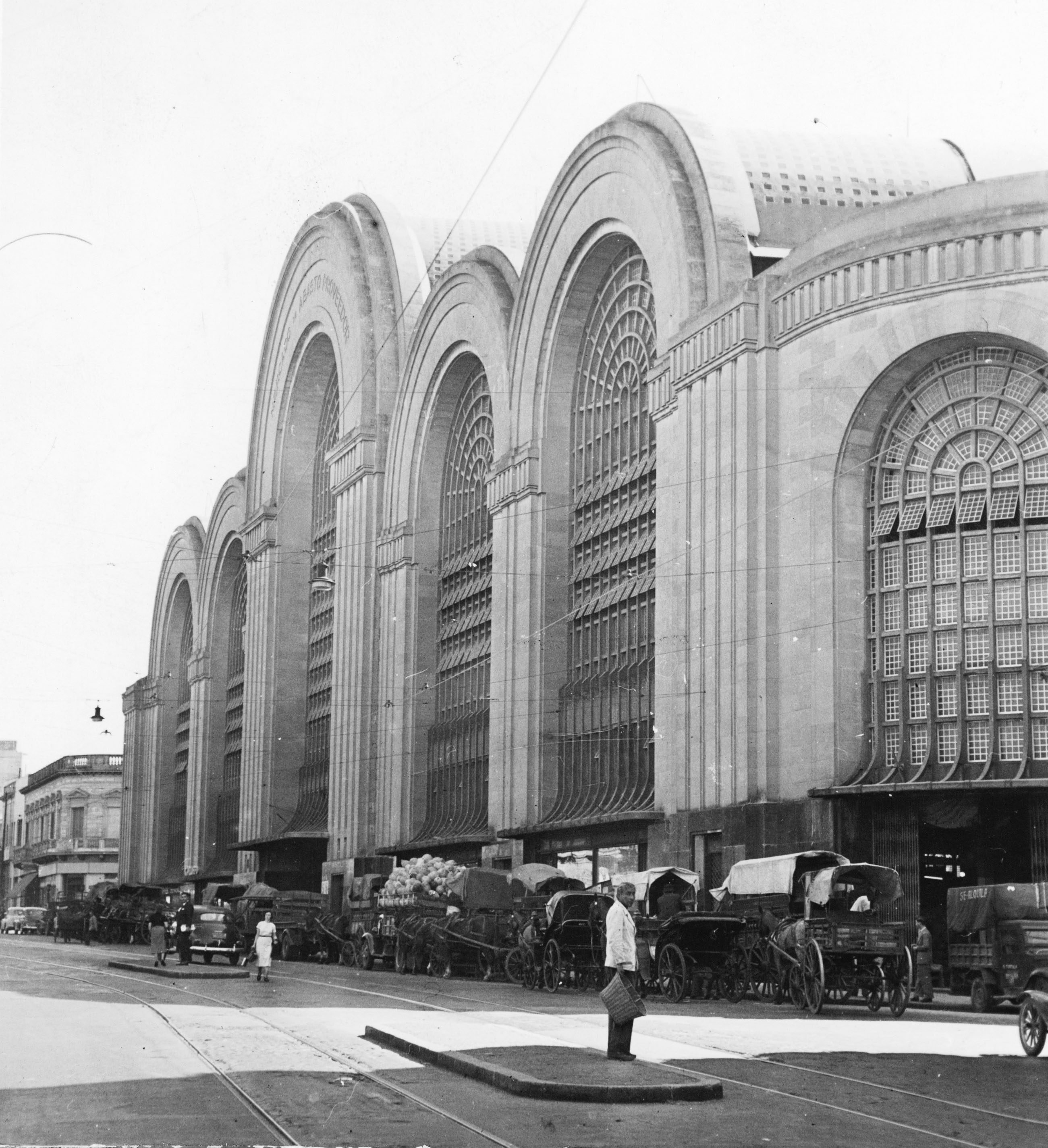
Il Mercato dell'Abasto verso il 1945.

Nell'edificio furono incorporati anche elementi di ultima generazione come: scale mobili, che collegavano il piano terra al primo piano, e un sistema elettromeccanico per l'apertura delle grandi finestre in facciata, che permetteva di regolare la ventilazione.
In questo modo, due stili diversi coesistevano nello stesso sito. Con i suoi quattro piani, copriva un'area totale di 58.000 metri quadrati, con solo 9.000 metri di vecchi edifici superstiti.
Il nuovo edificio fu premiato con il Primo Premio Comunale per le Facciate di Categoria A, assegnato ai progettisti nel 1937. Il progetto degli ingegneri Delpini, Viktor Sulčič e Bes tenne conto di molti aspetti, soprattutto quelli relativi all'igiene, allo smaltimento dei rifiuti, alla ventilazione, alla circolazione e all'accesso del pubblico. La complessità dell'edificio rappresentò una grande sfida per i giovani professionisti, soprattutto per l'ingegnere Delpini, il cui lavoro sarebbe culminato in altri importanti progetti, tra cui lo stadio del Boca Juniors, contemporaneo del Mercato, in cui furono utilizzate anche strutture in cemento armato.
La validità dei materiali utilizzati fu messa a dura prova nel novembre del 1952, quando un violento incendio divampò nel secondo piano interrato e infuriò per tre giorni, distruggendo parte dell'edificio e provocando la caduta di marmi e rivestimenti. I danni furono riparati e l'edificio fu riportato alla sua antica bellezza.
Il 14 ottobre 1984 l'edificio del Mercado de Abasto fu sottratto alla sua attività specifica quando fu istituito per legge un nuovo Mercato Centrale di Buenos Aires sull'autostrada Riccheri a Tapiales, in provincia di Buenos Aires. I suoi impianti vennero chiusi dunque il giorno successivo e da quel momento iniziò un periodo buio nella storia dell'edificio, ben presto lasciato all'incuria e all'abbandono generale.
Nel 1996, due società, l'argentina IRSA e la cilena Parque Arauco, riunite sotto il nome di S.A.M.A.P. (Sociedad Anónima Mercado Abasto Proveedor), unirono le forze per uno straordinario progetto di trasformazione, rivalutando l'edificio con un nuovo progetto. Il risultato è stato l'attuale Centro Commerciale Abasto, che ha conservato la facciata e delle strutture interne mentre all'interno sono stati realizzati un museo interattivo per bambini, dodici cinema e negozi attraenti, è stato dichiarato Monumento Storico Nazionale. Come diretta conseguenza, il quartiere circostante è stato interessato da una fase di trasformazione che ha incluso la costruzione di quattro imponenti torri di case adiacenti,. E soprattutto, la conservazione dell'essenza di un edificio che è un vero gioiello di design urbano, un degno riferimento di un periodo irripetibile dell'architettura argentina.